# Johann Gottfried Pressel
Johann Gottfried Pressel (* 17. Mai 1789 in Stuttgart; † 31. März 1848 in Tübingen) war ein evangelischer Pfarrer und Dekan in Tübingen.

## Leben und Wirken
Johann Gottfried Pressel trat nach seinem Schulbesuch in das Evangelische Stift Tübingen ein und studierte Evangelische Theologie an der Eberhard Karls Universität Tübingen. 1809 erwarb er dort den Magistergrad. Nach dem Vikariat in Tübingen wirkte Pressel zunächst als Pfarrer in Bempflingen. 1814 wurde er Repetent am Evangelischen Stift Tübingen, 1817 zunächst zweiter Pfarrer in Tübingen (Diakon). Von 1838 bis zu seinem Tod 1848 war er Dekan im Kirchenbezirk Tübingen. Zeitweise (1823) wurde er mit der Abhaltung von Lehrveranstaltungen im Bereich Pastoraltheologie (vor allem auch über Schul- und Kirchenrecht) an der Universität Tübingen beauftragt.
Pressel veröffentlichte zahlreiche seiner Tübinger Grabreden im Druck. In seinem Besitz befand sich ein Gartenhaus, in dem zeitweise Studenten wie Wilhelm Waiblinger wohnten. Dieser Umstand führte später zu der bekannten Erzählung von Hermann Hesse Im Presselschen Gartenhaus.
Zu seinen Söhnen gehörten der Pfarrer und Schriftsteller Wilhelm Pressel (1818–1902), der Pfarrer, Dekan und Schriftsteller Theodor Pressel (1819–1877), der Pfarrer und Dekan Paul Pressel (1824–1898), der Komponist Gustav Pressel (1827–1890) und Friedrich Pressel (1830–1910), Lokalhistoriker in Ulm.

## Schriften (Auswahl)
- Beyträge zu Joh. Gottlob Schneiders griechischdeutschen Wörterbuch, 3ter Aufl. Laupp, Tübingen 1822.
- (Hrsg.): Die Augsburgische Confession. Mit einer ihre Jubelfeyer erläuternden Einleitung und mit Anmerkungen über ihren Inhalt und seine Gegensätze. Ein Volks- und Jugend-Blatt. Zur Förderung der Feyer dieses Festes von Joh. Gottfr. Pressel. Hopfer de l'Orme, Tübingen 1830.
- (Hrsg.): Ernst Gottlieb Bengel / Reden über Religion und Christenthum an Studierende der Universität Tübingen aus allen Facultäten nebst einem Anhang von Reden über das Kirchenrecht und einem Entwurf zur Verfassung der Evangelischen Kirche aus dem schriftlichen Nachlasse des verewigten Ernst Gottlieb Bengel. Fues, Tübingen 1831.
- Nachricht über die Taubstummenanstalt in Tübingen. Hopfer de l'Orme, Tübingen 1831.
- (Hrsg.): Ernst Gottlieb Bengel / Opuscula academica. Hamburg 1834.

- Beiträge zur Erledigung der Schulfrage in Württemberg. In Erörterungen und Bemerkungen zu dem Gesetzentwurfe über die Volksschulen. Bd. 1: Artikel 1–41 des Gesetzentwurfes. Laupp, Tübingen 1836.